# Jamie Maclaren
Jamie Maclaren (ur. 29 lipca 1993 w Melbourne) – australijski piłkarz występujący na pozycji napastnika w hinduskim klubie Mohun Bagan Super Giant oraz w reprezentacji Australii.
Uczestnik Mistrzostw Świata 2018 i 2022.

## Kariera klubowa
Maclaren dorastał w Melbourne i uczył grać w piłkę w tamtejszych klubach Sunbury United oraz Green Gully. W 2009 otrzymał propozycję wyjazdu na testy do Blackburn Rovers, które wypadły pomyślnie i Jamie podpisał kontrakt. Występował w drużynie U-21, jednak nigdy nie wystąpił w pierwszej drużynie. W sezonie 2013/2014 wrócił do Australii i trafił do Perth Glory FC. Po zakończeniu drugiego sezonu (2014/2015) w klubie z Perth wybuchła afera związana z nieprzestrzeganiem przez klubów limitu wynagrodzeń w lidze, w efekcie czego wszyscy zawodnicy dostali możliwość odejścia z klubu, z wyjątkiem Maclarena. Australijczyk założył sprawę w federacji piłkarskiej Australii, a ostatecznie 29 czerwca 2015 roku strony doszły do porozumienia w sprawie rozwiązania kontraktu. Nowym klubem Maclarena zostało Brisbane Roar. W fazie zasadniczej sezonu 2016/2017 zdobył 19 bramek dla klubu co pozwoliło mu ex-aequo zająć pierwsze miejsce w klasyfikacji strzelców z Besartem Berishą. W maju 2017 roku powrócił do Europy podpisując 3-letni kontrakt z SV Darmstadt 98. Zaledwie pół roku później został wypożyczony do szkockiego Hibernian, aby móc częściej występować w klubie przed turniejem Mistrzostw Świata w Rosji. Po udanym półroczu zawodnik miał nadzieję, że Darmstadt wyrazi zgodę na transfer definitywny do Szkocji, jednak 3 sierpnia 2018 roku został ponownie wypożyczony do Hibernianu tym razem na cały sezon.

## Kariera reprezentacyjna
Karierę w kadrze Maclaren zaczynał od występów w reprezentacji U-19 kraju jego ojca, Szkocji. Potem reprezentował już wyłącznie barwy Australii. Z reprezentacją U-20 pojechał w 2013 roku na Mistrzostwa Świata U-20 w Turcji i zdobył bramkę w grupowym meczu przeciwko gospodarzom. 27 maja 2016 roku zadebiutował w pierwszej reprezentacji Australii. W 2018 roku udało mu się pojechać na Mistrzostwa Świata w Rosji, pomimo że pierwotnie wypadł z kadry. Powrót umożliwiła mu kontuzja Tomiego Jurica. W 2019 pojechał na Puchar Azji w Piłce Nożnej 2019, gdzie zdobył pierwszego gola w kadrze pokonując bramkarza reprezentacji Palestyny.

## Sukcesy

### Melbourne City
- Mistrzostwo Australii: 2020/2021, 2021/2022, 2022/2023

### Indywidualne
- Król strzelców A-League: 2016/2017 (19 goli), 2019/2020 (23 gole), 2020/2021 (25 goli), 2021/2022 (16 goli), 2022/2023 (24 gole)

### Wyróżnienia
- Najlepszy młody piłkarz A-League: 2015/2016, 2016/2017
- Drużyna sezonu A-League: 2015/2016[8], 2019/2020[9], 2020/2021[10], 2021/2022[11], 2022/2023[12]